# (546075) 2011 YN81
(546075) 2011 YN81 ist ein Asteroid des äußeren Hauptgürtels, der am 5. April 2014 vom Teleskop Pan-STARRS 1 (Teil des Teleskops Pan-STARRS) auf Hawaii/Vereinigte Staaten (IAU-Code F51) entdeckt wurde.